# Dinamarca na Segunda Guerra Mundial

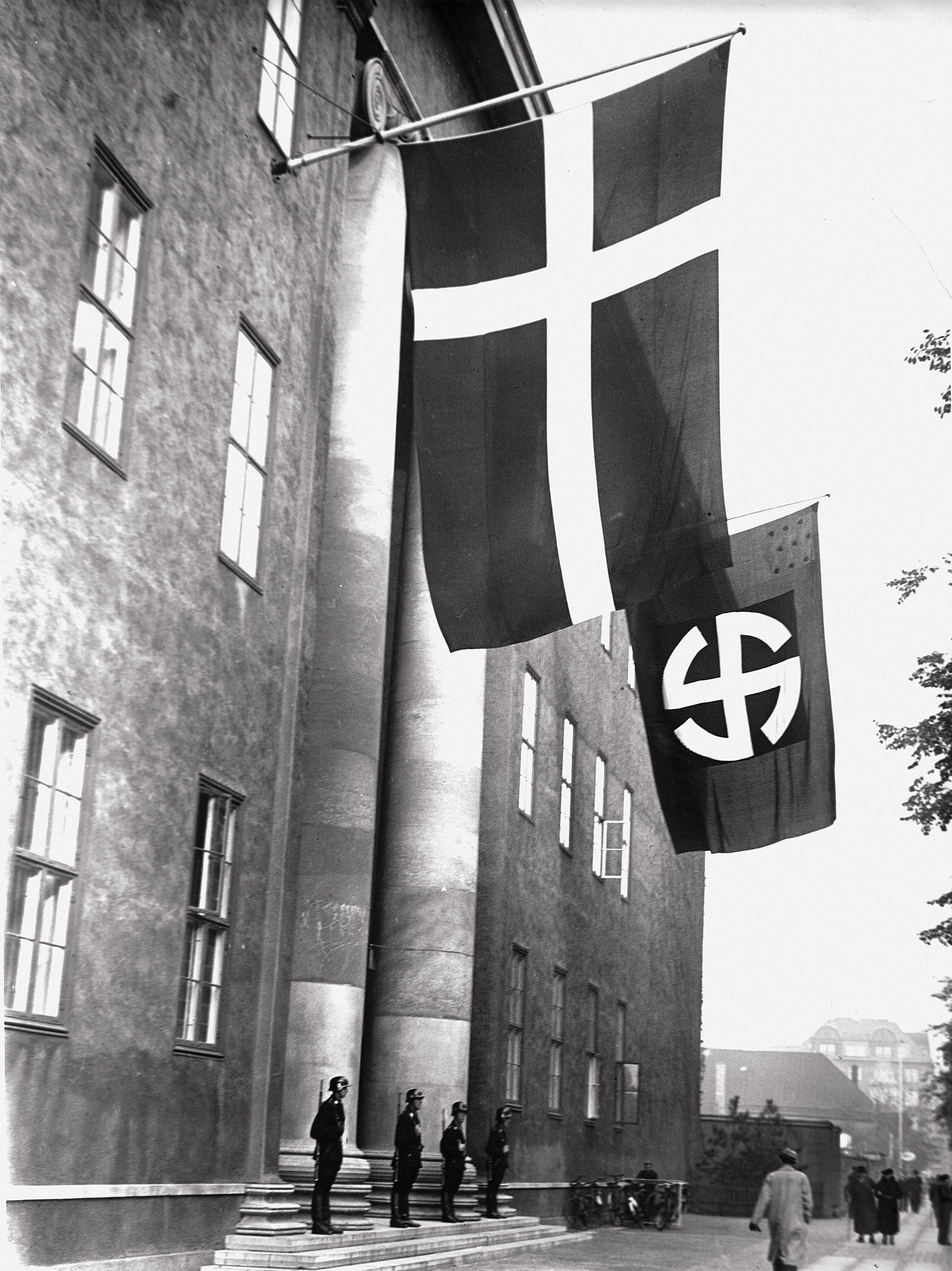
Sede do Schalburg Corps, uma unidade dinamarquesa da SS, depois de 1943. O edifício ocupado é a loja da Ordem Dinamarquesa de Maçons localizada em Blegdamsvej, Copenhague

No início da Segunda Guerra Mundial, em setembro de 1939, a Dinamarca declarou-se neutra. Durante a maior parte da guerra, o país foi um protetorado e depois um território ocupado da Alemanha. A decisão de ocupar a Dinamarca foi tomada em Berlim em 17 de dezembro de 1939. Em 9 de abril de 1940, a Alemanha ocupou a Dinamarca na Operação Weserübung. O governo e o rei dinamarqueses funcionaram como relativamente normais em um protetorado de fato sobre o país até 29 de agosto de 1943, quando a Alemanha colocou a Dinamarca sob ocupação militar direta, que durou até a vitória em 5 de maio de 1945. Ao contrário da situação em outros países sob ocupação alemã, a maioria das instituições dinamarquesas continuou a funcionar de forma relativamente normal até 1945. Tanto o governo dinamarquês quanto o rei permaneceram no país em uma relação difícil entre um sistema democrático e um totalitário até o governo dinamarquês renunciou em protesto contra as exigências alemãs de instituir a pena de morte por sabotagem.
Pouco mais de 3 000 dinamarqueses morreram como resultado direto da ocupação. Outros 2 000 voluntários do Free Corps Denmark e Waffen SS, dos quais a maioria originária da minoria alemã do sul da Dinamarca, morreram lutando na Frente Oriental enquanto 1 072 marinheiros mercantes morreram no serviço aliado. No geral, isso representa uma taxa de mortalidade muito baixa quando comparada a outros países ocupados e países mais beligerantes. Alguns dinamarqueses optaram por colaborar durante a ocupação juntando-se ao Partido Nacional Socialista dos Trabalhadores da Dinamarca, Schalburg Corps, HIPO Corps e Peter Group (muitas vezes com sobreposição considerável entre os participantes dos diferentes grupos). O Partido Nacional-Socialista dos Trabalhadores da Dinamarca participou na eleição do Folketing dinamarquês de 1943, mas apesar do apoio significativo da Alemanha, recebeu apenas 2,1% dos votos.
Um movimento de resistência se desenvolveu ao longo da guerra, e a maioria dos judeus dinamarqueses foi resgatada e enviada para a neutra Suécia em 1943, quando as autoridades alemãs ordenaram seu internamento como parte do Holocausto.